# Janovce
Janovce és un poble i municipi d'Eslovàquia. Es troba a la regió de Prešov, al nord del país.
La primera referència escrita de la vila data del 1261.

## Demografia
| Godina             | 1994 | 2004   | 2014   | 2024    |
| ------------------ | ---- | ------ | ------ | ------- |
| Nombre de persones | 403  | 419    | 433    | 479     |
| Diferència         |      | +3,97% | +3,34% | +10,62% |

| Godina             | 2023 | 2024   |
| ------------------ | ---- | ------ |
| Nombre de persones | 470  | 479    |
| Diferència         |      | +1,91% |